# 2. Liga (Slovacchia)
La 2. Slovenská Futbalová Liga (nota anche come MONACObet LIGA per ragioni di sponsorizzazione) è la seconda divisione del campionato slovacco di calcio.

## Storia
Nasce nel 1993 con la nascita della Slovacchia. Nella stagione 1996-97 il campionato è stato espanso da 16 a 18 squadre. Nella stagione 2001-02 si tornò a 16 squadre, per poi passare a 12 nella stagione 2006-07. Nel corso della stessa stagione (e solo per quella) venne sperimentata una formula particolare: le prime quattro squadre del campionato si univano alle ultime quattro della Corgoň Liga in un girone all'italiana di otto squadre. Le prime quattro squadre di questo raggruppamento avrebbero partecipato al successivo massimo campionato. A partire dalla stagione 2014-15 la 1. Slovenská Futbalová Liga è stata allargata a 24 squadre, divise in due gruppi con criterio geografico, gruppo ovest e gruppo est.

Della 2. Slovenská Futbalová Liga è prevista una sola promozione nella Superliga e tre retrocessioni nella 3. Liga, la terza serie nazionale.

## Organico 2025-2026
| Squadra                    | Piazz. 24-25 |
| -------------------------- | ------------ |
| Dukla B.B.                 | retrocesso   |
| ViOn Z.M.                  | 2°           |
| Liptovský Mikuláš          | 3°           |
| Považská Bystrica          | 4°           |
| Púchov                     | 5°           |
| Petržalka                  | 6°           |
| Malženice                  | 7°           |
| Zvolen                     | 8°           |
| Žilina B                   | 9°           |
| Šamorín                    | 10°          |
| Slovan Bratislava B        | 11°          |
| Pohronie                   | 12°          |
| Redfox Stará Ľubovňa       | 13°          |
| Slávia TU Košice           | promosso     |
| Baník Lehota pod Vtáčnikom | promosso     |
| Inter Bratislava           | promosso     |

## Albo d'oro
2. Slovenská Futbalová Liga
| Stagione  | Vincitore           | Altre promozioni                   |
| --------- | ------------------- | ---------------------------------- |
| 1993-1994 | Partizán Bardejov   | -                                  |
| 1994-1995 | Nitra               | -                                  |
| 1995-1996 | Petržalka           | Žilina Rimavská Sobota ZTS Dubnica |
| 1996-1997 | Ružomberok          | OD Trenčín                         |
| 1997-1998 | Nitra               | ZTS Dubnica                        |
| 1998-1999 | DAC Dunajská Streda | Senec                              |
| 1999-2000 | Púchov              | -                                  |
| 2000-2001 | Dubnica             | -                                  |
| 2001-2002 | Spartak Trnava      | -                                  |
| 2002-2003 | Dukla B.B.          | -                                  |
| 2003-2004 | Rimavská Sobota     | -                                  |
| 2004-2005 | Nitra               | -                                  |
| 2005-2006 | VSS Košice          | Slovan Bratislava Senec            |
| 2006-2007 | ViOn Z.M.           | -                                  |
| 2007-2008 | Tatran Prešov       | -                                  |
| 2008-2009 | Inter Bratislava    | -                                  |
| 2009-2010 | ViOn Z.M.           | -                                  |
| 2010-2011 | AS Trenčín          | -                                  |
| 2011–2012 | Spartak Myjava      | -                                  |
| 2012–2013 | DAC Dunajská Streda | -                                  |
| 2013–2014 | Podbrezová          | -                                  |
| 2014–2015 | Zemplín Michalovce  | Skalica                            |
| 2015–2016 | Tatran Prešov       | -                                  |
| 2016–2017 | VSS Košice          | Nitra                              |
| 2017–2018 | Sereď               | -                                  |
| 2018–2019 | Pohronie            | -                                  |
| 2019–2020 | -                   | -                                  |
| 2020–2021 | Liptovský Mikuláš   | -                                  |
| 2021–2022 | Podbrezová          | Dukla B.B. Skalica                 |
| 2022–2023 | FC Košice           | -                                  |
| 2023-2024 | Komárno             | -                                  |
| 2024-2025 | Tatran Prešov       | -                                  |

## Vittorie per squadra
| Squadra             | Vittorie | Stagioni                    |
| ------------------- | -------- | --------------------------- |
| Nitra               | 3        | 1994-95, 1997-98, 2004-05   |
| Tatran Prešov       | 3        | 2007-2008, 2015-16, 2024-25 |
| ViOn Z.M.           | 2        | 2006–07, 2009-10            |
| DAC Dunajská Streda | 2        | 1998-99, 2012-13            |
| VSS Košice          | 2        | 2005-06, 2016-17            |
| Podbrezová          | 2        | 2013-14, 2021-22            |
| Partizán Bardejov   | 1        | 1993-94                     |
| Petržalka           | 1        | 1995-96                     |
| Ružomberok          | 1        | 1996-97                     |
| Púchov              | 1        | 1999-00                     |
| Dubnica             | 1        | 2000-01                     |
| Spartak Trnava      | 1        | 2001-02                     |
| Dukla B.B.          | 1        | 2002-03                     |
| Rimavská Sobota     | 1        | 2003-04                     |
| Inter Bratislava    | 1        | 2008-09                     |
| AS Trenčín          | 1        | 2010-11                     |
| Spartak Myjava      | 1        | 2011-12                     |
| Zemplín Michalovce  | 1        | 2014-15                     |
| Sereď               | 1        | 2017-18                     |
| Pohronie            | 1        | 2018–19                     |
| Liptovský Mikuláš   | 1        | 2020–21                     |
| FC Košice           | 1        | 2022–23                     |
| Komárno             | 1        | 2023-24                     |